# Бродневич, Франтишек
Франти́шек (Франци́шек) Бродне́вич (пол. Franciszek Brodniewicz; 29 ноября 1892, с. Квилч Провинция Позен (ныне Мендзыхудского повята Великопольского воеводства Польши) — 17 августа 1944, Варшава) — польский актёр театра и кино.

## Биография
Сын сапожника. До 1914 года играл на сцене Польского Театра в Позене. После первой мировой войны — актёр провинциальных театров в Быдгоще, Познани, Лодзи. С 1921 г. начал сниматься в кино. Став кинозвездой довоенной Польши, переехал в столицу и выступал на сценах варшавских театров: Камерного (1933), варьете 8.30 (1934), Польского Малого.
Перед началом второй мировой войны, в основном, был занят работой в кинематографе. Во время оккупации — не играл, работая кельнером.
Завоевал признание критиков и публики. Несмотря на долгую театральную карьеру, славу ему принесли исполненные кинороли. Амплуа — богатого красавца — завсегдатая салонов.
Умер от сердечного приступа во время бомбардировки на пороге своего дома. После эксгумации был похоронен на Брудновском кладбище в Варшаве.

## Роли в кино

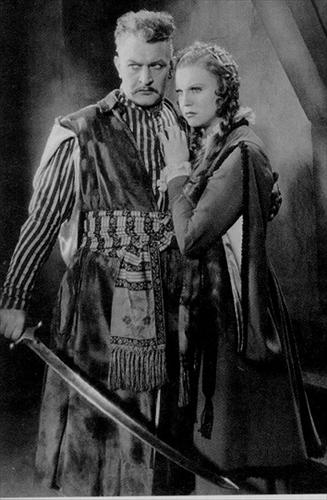
Ф. Бродневич в роли пана Твардовского. Кадр из фильма «Пан Твардовский» (1936)

- 1921 — «Царь Дмитрий Самозванец» — Сигизмунд III Ваза
- 1933 — «Прокурор Алиция Горн» — Ян Винклер
- 1934 — «Обеты уланские» — Гоньча
- 1934 — «Чёрная жемчужина» — Торн
- 1934 — «Дочь генерала Панкратова» — Болеслав, революционер
- 1935 — «День большого приключения» — комендант харцерского лагеря
- 1935 — «Две Иоаси» — меценат Роберт Ростальский
- 1936 — «Пан Твардовский» — Твардовский
- 1936 — «Маленький моряк» — Франтишек Новицкий
- 1936 — «Прокажённая» — Вальдемар Михоровский
- 1936 — «Верная река» — ротмистр Весницын
- 1936 — «Август Сильный»
- 1936 — «Папа женится» — Висконти
- 1937 — «Улан князя Юзефа» — Юзеф Понятовский
- 1937 — «Ординат Михоровский» — Вальдемар Михоровский
- 1938 — «Вереск» — Анджей Саницкий
- 1938 — «Мои родители разводятся» — Ежи Славомир
- 1939 — «В конце пути» — граф Виктор Ланский
- 1939 — «Сквозь слёзы счастья» — Ян Манкиевич
- 1939 — «Доктор Мурек» — доктор Франтишек Мурек